# (8256) Shenzhou
(8256) Shenzhou est un astéroïde de la ceinture principale aréocroiseur.

## Description
(8256) Shenzhou est un astéroïde aréocroiseur. Il présente une orbite caractérisée par un demi-grand axe de 2,20 UA, une excentricité de 0,25 et une inclinaison de 6,9° par rapport à l'écliptique.

## Compléments